# Samsung Galaxy J3 Prime
El Samsung Galaxy J3 Prime (también conocido como Galaxy J3 Emerge, Galaxy J3 Eclipse, Galaxy Express Prime 2 y Galaxy Amp Prime 2) es un teléfono inteligente Android fabricado por Samsung Electronics y fue lanzado en enero de 2017. Los operadores de telefonía móvil lo utilizan principalmente como teléfono de marca. 

## Especificaciones

### Hardware
El Galaxy J3 Prime cuenta con una pantalla TFT LCD de 5,0 pulgadas con resolución HD Ready (720x1280 píxeles). La cámara trasera de 5 MP cuenta con apertura f/1.9, enfoque automático, flash LED y HDR. La cámara frontal de 2 MP tiene apertura f/2.2. 
Todos los modelos tienen 1,5 GB de RAM y 16 GB de almacenamiento interno que se pueden ampliar hasta 256 GB a través de una tarjeta microSD. El teléfono tiene una batería extraíble de 2600 mAh. Hay diferencias en el SoC que se diferencian a continuación: 
Sprint
El Galaxy J3 Emerge de la marca Sprint funciona con un SoC Qualcomm Snapdragon 430 que incluye un octa-core 1.4 CPU ARM Cortex-A53 de GHz y una GPU Adreno 505.
AT&T
El Galaxy Express Prime 2 de la marca AT&T cuenta con un SoC Exynos 7570 que incluye un quad-core 1.4 CPU Cortex-A53 de GHz y GPU ARM Mali-T720.
Boost Mobile, Cricket, T-Mobile, Verizon
Galaxy J3 Prime (T-Mobile), Galaxy J3 Eclipse (Verizon), Galaxy Amp Prime 2 (Cricket) y Galaxy J3 Emerge (Boost Mobile) funcionan con un SoC Snapdragon 425 que incluye un quad-core 1.4 CPU Cortex-A53 de GHz y una GPU Adreno 308.

### Software
El J3 Prime se envía con Android 6.0 "Marshmallow" y la interfaz de usuario TouchWiz de Samsung. Los teléfonos de las marcas AT&T y Cricket se lanzaron con Android 7.0 "Nougat" y Samsung Experience.